# Tanner Muse
Tanner Muse (Belmont, 6 settembre 1996) è un giocatore di football americano statunitense che milita nel ruolo di linebacker per i Jacksonville Jaguars della National Football League (NFL).

## Carriera

### Las Vegas Raiders
Muse fu scelto dai Las Vegas Raiders nel corso del terzo giro (100º assoluto) del Draft NFL 2020. Fu inserito in lista infortunati il 7 settembre 2020 per un problema a un piede. Il 3 novembre si sottopose a un intervento chirurgico che gli fece perdere tutta la sua stagione da rookie. Il 3 dicembre fu inserito nella lista dei positivi al COVID-19 e tornò in lista infortunati il 22 dicembre.
Il 6 settembre 2021 Muse fu svincolato dai Raiders senza essere mai sceso in campo in partite ufficiali.

### Seattle Seahawks
L'8 settembre 2021 Muse firmò con la squadra di allenamento dei Seattle Seahawks. Fu promosso nel roster attivo il 15 dicembre. La sua annata si concluse con 6 presenze, nessuna come titolare, e 4 tackle.
Il 30 agosto 2022 Muse fu svincolato dai Seahawks ma rifirmò con la squadra di allenamento il giorno successivo. Il 14 settembre 2022 firmò per fare parte del roster attivo. La sua stagione si chiuse disputando per la prima volta tutte le 17 partite, di cui una come titolare, mettendo a segno 16 placcaggi e un passaggio deviato.

## Vita privata
È il fratello di Nick Muse dei Minnesota Vikings.